# Kaiserstraße 104 (Mönchengladbach)

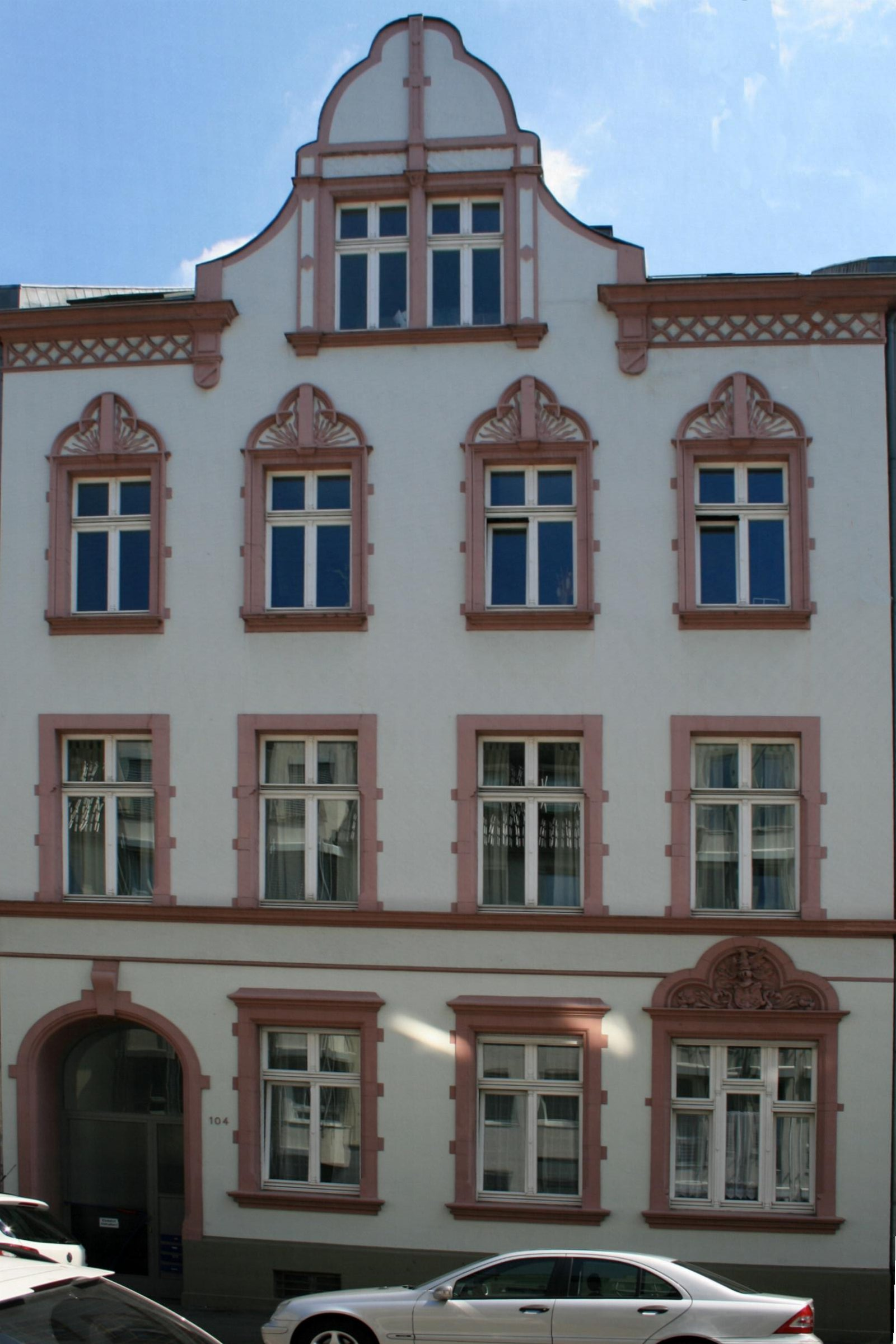
Wohnhaus (2010)

Das Wohnhaus Kaiserstraße 104 steht in Mönchengladbach (Nordrhein-Westfalen).
Das Gebäude wurde 1902 erbaut. Es wurde unter Nr. K 063 am 27. Februar 1991 in die Denkmalliste der Stadt Mönchengladbach eingetragen.

## Lage
Das gegen 1902 errichtete Gebäude befindet sich als Teil eines historischen Ensembles im unteren, zwischen Sittard- und Schillerstraße gelegenen Teilbereich der Kaiserstraße. Zusammen mit der Regentenstraße war die Kaiserstraße eine Verbindungsstraße zwischen den alten Ortskernen Mönchengladbachs und Eickens.

## Architektur
Es handelt sich um ein traufständiges, dreigeschossiges, vierachsiges Wohnhaus mit ausgebautem Dachgeschoss und glockenförmig geschweiftem Zwerchgiebel, der die beiden mittleren Fensterachsen übergreift.